# Joël Schmied
Joël Pascal Schmied (* 23. September 1998 in Bern) ist ein Schweizer Fussballspieler. Der Innenverteidiger spielt beim 1. FC Köln.

## Karriere

### Vereine
Schmied begann seine Laufbahn bei den Schweizer Amateurvereinen FC Bolligen und FC Schönbühl, bevor er zum BSC Young Boys wechselte. Bei den Bernern wurde er Anfang 2016 in die Zweitmannschaft befördert. Sein Debüt in der 1. Liga, der vierthöchsten Schweizer Spielklasse, gab er am 5. März 2017 (15. Spieltag) beim 2:2 gegen den Yverdon-Sport FC. Bis Saisonende kam er zu zwölf Einsätzen. Zur Spielzeit 2017/18 wurde er zum Captain des Teams gewählt und verpasste lediglich ein Spiel (25 Einsätze, ein Tor). Im Play-off um den Aufstieg verlor man nach Hin- und Rückspiel mit insgesamt 4:7 Toren gegen den FC Red Star Zürich.
2018/19 wurde er zum Drittligisten FC Breitenrain ausgeliehen. Er debütierte in der Promotion League am 8. August 2018 (2. Spieltag) beim 2:2 gegen den FC Sion II. Bis November 2018 wurde er 13 Mal eingesetzt, bevor er ebenfalls auf Leihbasis zum Zweitligisten FC Rapperswil-Jona wechselte. Sein Debüt in der Challenge League gab er am 4. Dezember 2018 (18. Spieltag) beim 1:4 gegen den Servette FC aus Genf. Bis zum Ende der Saison absolvierte er 18 Spiele, wobei er ein Tor erzielte.
Zur folgenden Spielzeit wurde er zum Zweitligisten FC Wil ausgeliehen. Er wurde in jedem der 36 Saisonspiele eingesetzt und schoss drei Tore.
Daraufhin schloss er sich zur Saison 2020/21 fest dem liechtensteinischen Hauptstadtklub FC Vaduz an. Sein Debüt in der Super League, der höchsten Schweizer Spielklasse, gab er am 20. September 2020 (1. Spieltag) beim 2:2 gegen den FC Basel. Bei den Vaduzern etablierte er sich ebenfalls und kam in seiner ersten Saison zu 32 Spielen in der Super League, wobei er siebenmal traf. Der Aufsteiger stieg schlussendlich direkt wieder in die Challenge League ab. Nach drei Partien für die Liechtensteiner in der Challenge League, in denen er ein Tor schoss, wechselte er im August 2021 zum Superligisten FC Sion.
Anfang 2025 wechselte Schmied zum 1. FC Köln, bei dem er einen Vertrag bis 2029 unterschrieb. Am 25. Januar 2025 debütierte Schmied für den 1. FC Köln im 2. Liga-Spiel gegen den SV Elversberg.

### Nationalmannschaften
Schmied absolvierte von 2014 bis 2018 insgesamt vier Partien für diverse Schweizer Jugendnationalmannschaften.